# Темеда трёхтычинковая
Темеда трёхтычинковая (лат. Themeda triandra) — многолетний травянистый злак растение рода Темеда (Themeda), широко распространённое в Африке, Австралии, Азии и Тихоокеанском регионе.

## Описание
Травянистое растение, которое растёт в густых пучках до 1,5 метров в высоту и 0,5 метра в ширину. Летом цветёт, образуя крупные красно-коричневые колоски на разветвлённых стеблях. Листья имеют длину 10-30 см и ширину 1-8 мм, но могут быть длинной 10-50 см длиной и 2-5 миллиметров шириной. Соцветие сложное, пучкообразное, имеет длину 10-30 сантиметров и состоит из простой кисти. Стебли продолговаты и имеют длину 0.5 мм, а лемма — 25-70 миллиметров и является как верхушечной, так и коленчатым. Столбочек ости леммы короткощетинистоволосистый и закрученный.

## Таксономия и название
Впервые описание вида было составлено в 1775 году Пером Форссколем, который опубликовал его в Flora Aegyptiaco-Arabica. Существует множество синонимов этого названия. Эпитет triandra — ботаническое латинское прилагательное triandrus, означающее «имеющий три тычинки», образованное от древнегреческих составных, τρι- (три), и ἀνδρός (мужского пола).

## Ареал
Встречается в Азии, Африке, Австралии и Тихоокеанском регионе. В Австралии встречается во всех штатах и территориях. Произрастает преимущественно в луговых и открытых лесных сообществах.

## Использование
Молодые растения используются для корма скота. Также служит источником питания для нескольких видов птиц, включая Длиннохвостого бархатного ткача. Также иногда используется в качестве декоративного растения.